# Microdesmis
Microdesmis é um género botânico pertencente à família Pandaceae.
1. ↑  «Microdesmis — World Flora Online». www.worldfloraonline.org. Consultado em 19 de agosto de 2020